# Samadhi

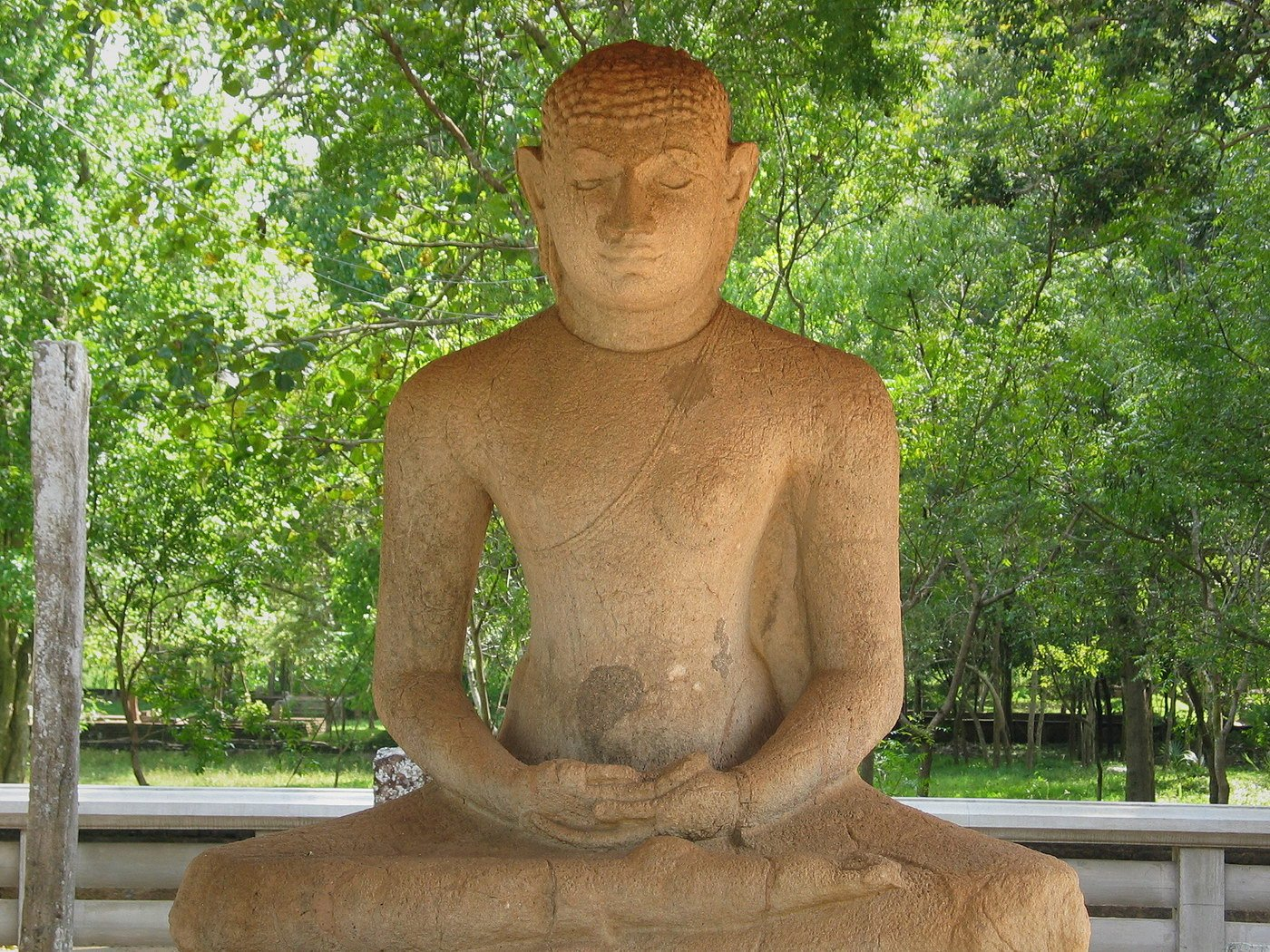
Estatua de Buda. Está hecha de piedra.Autor: Naveen sandeepa sdnsk

Samadhi es el estado de conciencia que se alcanza cuando, durante la meditación, la persona siente que se está fundiendo con el universo. En varias tradiciones religiosas y místicas del Este de Asia ―como el hinduismo, el budismo, el jainismo, el sijismo y en el yoga― el samādhi se considera un estado de conciencia de meditación, contemplación o recogimiento en el que se experimenta la unidad con lo divino.
El término sánscrito samādhi (en alfabeto devanagari: समाधि) proviene de sam o samiak: ‘completo’ y ādhi: ‘absorción [mental]’.
El objetivo último de la práctica meditativa del yoga, es el logro del samadhi.
El samadhi es un objetivo buscado tanto dentro del hinduismo como en el budismo.

## Ejercicios para alcanzar el Samadhi
Al Samadhi se llega principalmente a través del Sadhana de la meditación, y existen algunos ejercicios cuyo fin es ayudar al cuerpo y a la mente a prepararse para alcanzarlo. El yoga es un camino hacia ese nivel de conciencia, otros pueden ser la contemplación, la pintura de un mandala, o la repetición de un mantra.

## El samadhi en las religiones de Oriente
Diferentes tradiciones religiosas conciben el samadhi de manera diferente:
- Para el budismo, el samadhi es el descubrimiento de la propia condición de Buda.[cita requerida]
  - También está estrechamente relacionado con la experiencia que en el budismo zen se denomina satori.
- Para el hinduismo en general, el samadhi es la unidad con el Brahmán (el dios impersonal), y/o con una de sus "representaciones" (Deidades) en un trance místico.[cita requerida]

Así:
- Para los visnuistas, es la percepción mental en la que el meditador visualiza el cuerpo del dios Visnú.
- Para los krisnaístas, es la participación del meditador en los pasatiempos (lila) del dios Krisna.
- Para el jainismo, es la realización individual del espíritu.[cita requerida]

## El samadhi en la religión
Para el hinduismo, el samadhi es una iluminación en la que el meditante trasciende la apariencia fenoménica y se libera así del samsara (el ciclo de nacimiento, muerte y reencarnación). Se le considera así, junto con el supremo conocimiento o gñana, el momento del moksa o liberación.
Un estado en que la conciencia está tan disociada del cuerpo, que este permanece insensible. Es un estado de éxtasis en que la mente tiene plena conciencia, aunque el cuerpo no siente, y que al volver a su ordinario estado físico, trae consigo y recuerda las experiencias pasadas en el estado suprafísico. El hombre capaz de retirarse de su cuerpo, dejándolo insensible, mientras su mente se halla en plena conciencia, puede practicar el samadhi.
Las prácticas devocionales (bhakti) hinduistas más frecuentes para llegar al samadhi suelen ser la reiteración de mantras, yantras o la fijación de la atención en diagramas generalmente circulares (mándalas). Así, en diversas prácticas de origen hinduista se tiende a realizar la transcendencia de lo fenoménico mediante ritos y, especialmente, a través de la dhiana (meditación ascética).
En la práctica religiosa del budismo, el samadhi es el objetivo del óctuple sendero, así como de la liberación producida por el tantra.[cita requerida]
El escritor Mircea Eliade (1907-1986), en su estudio de las religiones orientales, ha evitado traducir la palabra samadhi como ‘éxtasis’, ya que afirma que el concepto del samadhi implica un «ensimismamiento» por el cual el sujeto se identifica con Dios; por ello ha elaborado el neologismo énstasis.[cita requerida]
De modo semejante, otro estudioso occidental del yoga, Mason Oursel, ha traducido la palabra samadhi con el neologismo isolación ya que según su opinión el samadhi se logra a partir de un aislamiento (tanto «aislamiento» como el neologismo «isolación» tienen como origen la palabra italiana ísola: ‘isla’) del sujeto, aislamiento que le dejaría solo con Dios.[cita requerida]

## Dos tipos de samadhi
El primer tipo es el savikalpa samadhi, un trance, visión o experiencia, aún involuntaria, que viene inesperadamente y se va también inesperadamente, pues no se tiene todavía el control. Tras muchos años más de práctica de meditación se alcanzaría el siguiente tipo.
En el nirvikalpa samadhi, existe un control voluntario del estado de samadhi, pudiendo entrar y salir del mismo a voluntad, con un mínimo de meditación.

## El samadhi en el yoga
Las tradiciones de yoga sostienen creencias diferentes. Aunque se llega a cierto consenso de que el sammadhi y moksha se puede alcanzar mediante las siguientes vías:
- el karma yoga o el sendero de la acción altruista a través de la senda del buen comportamiento (Dharma), que subvierte el ego y obliga a la comprensión de la unidad de todo.
- el gñāna yoga (o yoga del conocimiento) mediante la discriminación entre lo que es real y lo que es maia, por medio de una intensa contemplación y del estudio de las Escrituras védicas que entregan este conocimiento.
- el rāja yoga (meditación) en el cual implica un espectro de prácticas que incluyen variadas técnicas.
- el bhakti yoga camino espiritual o devoción a lo Divino; (que va más allá de la doctrina o fe ciega).

### Necesidad de un gurú
Tradicionalmente los gurúes  aseguran que solamente se puede alcanzar el samadhi con la ayuda de un gurú; siendo la presencia de un Gurú fundamental para lograr alcanzar principalmente el gñāna yoga (o yoga del conocimiento).[cita requerida]
Mientras que algunas escuelas o vertientes dentro de la filosofías hindúes indican que se puede llegar igualmente (más rápido o más lentamente según diferentes interpretaciones) a través de otras vías de yoga.

### La meditación
Para la meditación es necesaria la concentración en un objeto mental predeterminado.

Si una persona puede mantener su concentración en el mismo punto durante 12 segundos, ha adquirido la capacidad de la concentración. Si es capaz de mantener la concentración durante 12 veces más [o sea 12 × 12 segundos, o sea 144 segundos] adquiere la capacidad de la meditación. Y cuando consigue mantener la concentración durante 12 veces más [o sea, 12 × 144 segundos, o sea 28 minutos con 48 segundos) adquiere la capacidad del samadhi.
Shivananda, Concentración y meditación

«Mediante el uso de la precisa ciencia de la meditación —conocida durante milenios por los sabios y yoguis de la India y, también, por Jesús—, todo buscador de Dios puede expandir la capacidad de su conciencia hasta hacerla omnisciente y recibir dentro de sí la Inteligencia Universal de Dios».
                                                                                                                               Paramahansa Yogananda
En algunas escuelas de yoga occidentales, los practicantes escuchan música suave o mantras para facilitar la tranquilidad de la mente y la concentración.
En cambio algunos escritores sostienen que no se puede practicar la meditación si intervienen los sentidos y el mundo exterior.[cita requerida]

#### Cuatro grados de meditación
De acuerdo a su profundidad, se distinguen varios grados de meditación:[cita requerida]
1. janija, en el que la fijación es pasajera y limitada;
2. upachara, en el que la totalidad de los sentidos se absorben transitoriamente en el objeto;
3. appana, en la que la distinción entre sujeto y objeto se elimina por completo.
4. samapatti, la percepción de lo absoluto.

### El uso de mantras y ritos
Los ritos, así como la repetición oral o mental de mantras tiene como uno de sus objetivos ser un  objeto o medio para lograr la concentración; siendo  por ello solo un complemento (herramienta) para lograr el Samadhi, que se debe complementar con las otras vías existentes para lograr el Samadhi.

### Meditación y hatha yoga
Se considera que el hatha yoga ―las posturas que flexibilizan el cuerpo y mejoran la salud (y que practican millones de personas, siendo el yoga más conocido y popular en occidente), solos o en grupo― no tiene como objeto directo alcanzar el samadhi. Tradicionalmente se considera que este yoga es solo una preparación previa del cuerpo para hacerlo mejor instrumento para la meditación. Pero se requiere de muchas horas de meditación efectiva y comprender y seguir paralelamente las otras vías del yoga para alcanzar el samadhi.